# Yuko Matsumiya
Yuko Matsumiya (21 februari 1980) is een Japanse langeafstandsloper. Hij liep zijn persoonlijk record van 2:09.18 op de marathon van Otsu en behaalde hiermee een zesde plaats.
Zijn tweelingbroer genaamd Takayuki Matsumiya is ook een sterk langeafstandsloper. Beide liepen hun marathondebuut in 2001 in Nobeoka. Yuko vertraagde op het 27 km punt en Takayuki hield het vol tot 37,5 km, maar moest het toen ook rustiger aan doen.

## Persoonlijke records
| Onderdeel       | Prestatie | Datum            | Plaats    |
| --------------- | --------- | ---------------- | --------- |
| 3.000 m         | 8.12,47   | 13 juni 2006     | Abashiri  |
| 10.000 m        | 28.03,43  | 28 november 2000 | Hachioji  |
| 10 Engelse mijl | 46.35     | 11 februari 2001 | Karatsu   |
| 20 km           | 58.49     | 1 februari 2004  | Marugame  |
| halve marathon  | 1:01.53   | 12 maart 2000    | Yamaguchi |
| 25 km           | 1:15.05   | 2 december 2007  | Fukuoka   |
| 30 km           | 1:30.23   | 6 maart 2005     | Otsu      |
| marathon        | 2:09.18   | 6 maart 2005     | Otsu      |

## Palmares

### 10.000 m
- 2006: 4e Japanse kamp. - 29.03,28
- 2008:  Hokuren Distance Challenge - 28.40,01

### 10 Engelse mijl
- 2001:  Karatsu - 46.35

### halve marathon
- 2003:  halve marathon van Hakodate - 1:03.35
- 2004:  halve marathon van Marugame - 1:02.00
- 2007:  halve marathon van Hakodate - 1:01.59
- 2009: 5e halve marathon van Yamaguchi - 1:02.13
- 2010:  halve marathon van Hakodate - 1:04.06

### 30 km
- 2000:  Ome-Hochi - 1:31.49

### marathon
- 2004: 6e marathon van Otsu - 2:09.25
- 2005: 5e marathon van Otsu - 2:09.18
- 2006: 11e marathon van Fukuoka - 2:12.40
- 2007: 4e marathon van Fukuoka - 2:09.40
- 2008: 8e marathon van Fukuoka - 2:12.18
- 2010: 20e marathon van Amsterdam - 2:17.24
- 2011: 10e marathon van Sapporo - 2:20.33
- 2012: 16e marathon van Otsu - 2:13.29
- 2013: 32e marathon van Tokio - 2:16.45
- 2013:  marathon van Münster - 2:17.58
- 2014: 18e marathon van Oita - 2:15.53
- 2014:  marathon van Keulen - 2:18.41
- 2014: 6e marathon van Hofu - 2:17.37
- 2015: 15e marathon van Oita - 2:16.34
- 2015: 16e marathon van Otsu - 2:15.40